# Вальє-де-Табладільйо
Вальє-де-Табладільйо (ісп. Valle de Tabladillo) — муніципалітет в Іспанії, у складі автономної спільноти Кастилія-і-Леон, у провінції Сеговія. Населення — 123 особи (2010).
Муніципалітет розташований на відстані близько 110 км на північ від Мадрида, 50 км на північний схід від Сеговії.
На території муніципалітету розташовані такі населені пункти: (дані про населення за 2010 рік)
- Барріо-де-Арріба: 11 осіб
- Вальє-де-Табладільйо: 112 осіб

## Демографія
Динаміка населення (INE ):